# Saut en hauteur masculin aux Jeux olympiques d'été de 2000
Navigation
Atlanta 1996 Athènes 2004
L'épreuve du saut en hauteur masculin aux Jeux olympiques de 2000 s'est déroulée les 22 et 24 septembre 2000 au Stadium Australia de Sydney, en Australie.  Elle est remportée par le Russe Sergey Klyugin.

## Résultats

### Finale
| Rang               | Athlète               | Pays       | 2,20 | 2,25 | 2,29 | 2,32 | 2,35 | Marque | Note |
| ------------------ | --------------------- | ---------- | ---- | ---- | ---- | ---- | ---- | ------ | ---- |
| Médaille d'or      | Sergey Klyugin        | Russie     | O    | -    | O    | XO   | O    | 2,35   | SB   |
| Médaille d'argent  | Javier Sotomayor      | Cuba       | -    | O    | -    | O    | XXX  | 2,32   | SB   |
| Médaille de bronze | Abderrahmane Hammad   | Algérie    | O    | O    | XO   | O    | XXX  | 2,32   |      |
| 4                  | Stefan Holm           | Suède      | O    | O    | XXO  | O    | XXX  | 2,32   |      |
| 5                  | Konstantin Matusevich | Israël     | O    | O    | O    | XXO  | XXX  | 2,32   |      |
| 6                  | Mark Boswell          | Canada     | XO   | O    | -    | XXO  | XXX  | 2,32   |      |
| 6                  | Staffan Strand        | Suède      | -    | XO   | O    | XXO  | XXX  | 2,32   |      |
| 8                  | Wolfgang Kreissig     | Allemagne  | O    | O    | O    | XXX  |      | 2,29   |      |
| 9                  | Serhiy Dymchenko      | Ukraine    | O    | XO   | O    | XXX  |      | 2,29   |      |
| 10                 | Vyacheslav Voronin    | Russie     | O    | O    | XXO  | XXX  |      | 2,29   |      |
| 11                 | Nathan Leeper         | États-Unis | O    | O    | XXX  |      |      | 2,25   |      |
| 12                 | Kwaku Boateng         | Canada     | XO   | XO   | XXX  |      |      | 2,25   |      |
| 13                 | Kenny Evans           | États-Unis | XO   | XXX  |      |      |      | 2,20   |      |

## Légende
Records et Performances
- AR : Record continental (area record)
- CR : Record des championnats (championship record)
- MR : Record du meeting (meet record)
- NR : Record national (national record)
- OR : Record olympique (olympic record)
- PR : Record paralympique (paralympic record)
- PB : Record personnel (personal best)
- SB : Meilleure performance personnelle de la saison (season's best)
- WL : Meilleure performance mondiale de l'année (world leader)
- WJR : Record du monde junior (world junior record)
- WR : Record du monde (world record)

Circonstances et Conditions
- DNF : N'a pas terminé (did not finish)
- DNS : N'a pas pris le départ (did not start)
- DQ : Disqualification (disqualification)
- NM : Aucun essai valable enregistré (No Mark)
- Q : Qualifié « directement » au prochain tour (ou à la prochaine compétition), lors d'une compétition majeure, grâce au classement ou à la réalisation des minima (automatic qualifier)
- q : Qualifié au prochain tour (ou à la prochaine compétition), lors d'une compétition majeure, grâce au repêchage ou à la réalisation de l'une des meilleures performances parmi celles des « non qualifiés directement » (grâce au meilleur temps ou à la meilleure distance par exemple) (secondary qualifier)